# ريتشارد إيفرت دور
ريتشارد إيفرت دور (بالإنجليزية: Richard Everett Dorr)‏ هو قاضي ومحامي أمريكي، ولد في 26 أغسطس 1943 في جفرسون سيتي في الولايات المتحدة، وتوفي في 24 أبريل 2013 في هيوستن في الولايات المتحدة بسبب سرطان.